# Ramousies
Ramousies est une commune française située dans le département du Nord, en région Hauts-de-France.

## Géographie
Ramousies se situe à 7 km d'Avesnes-sur-Helpe et à 10 km de Fourmies sur l'Helpe Majeure (affluent de la Sambre) dans le sud est du département du Nord (Hainaut).
Ramousies fait partie administrativement de l'Avesnois, géologiquement des Ardennes, historiquement du Hainaut et paysagèrement à la Thiérache.
Ramousies est une commune agricole bocagère et liée à l'exploitation de la forêt.
Ramousies se trouve en plein cœur du parc naturel régional de l'Avesnois. L'Avesnois est connu pour son bocage et son relief un peu vallonné dans sa partie sud-est (début des contreforts des Ardennes), dite « petite Suisse du Nord ». La commune est située  au sud de la haie d'Avesnes, qui pourrait être une des dernières reliques de la forêt préhistorique du nord de la France, et qui joue encore un rôle majeur de corridor biologique dans le cadre de la Trame verte régionale et du réseau écologique paneuropéen.
La commune se trouve à 100 km de Lille (Préfecture du Nord), Bruxelles (Belgique) ou Reims (Marne), à 45 km de Valenciennes, Mons (B) ou Charleroi (B), 
La Belgique se trouve à 10 km et le département de l'Aisne à 15 km.

### Communes limitrophes
|          | Felleries     |          |
| Sémeries | Ramousies     | Liessies |
|          | Sains-du-Nord |          |

### Hydrographie

#### Réseau hydrographique
La commune est située dans le bassin Artois-Picardie. Elle est drainée par l'Helpe Majeure, la Scierie, le Grimoux, le ruisseau des Prés hauts et le ruisseau du Courtil,,.
L'Helpe Majeure, d'une longueur de 69 km, prend sa source dans la commune de Ohain et se jette  dans la Sambre canalisée à Noyelles-sur-Sambre, après avoir traversé 18 communes. Les caractéristiques hydrologiques de l'Helpe Majeure sont données par la station hydrologique située sur la commune. Le débit moyen mensuel est de 2,35 m3/s. Le débit moyen journalier maximum est de 52,7 m3/s, atteint lors de la crue du 16 juillet 2021. Le débit instantané maximal est quant à lui de 61,6 m3/s, atteint le même jour.

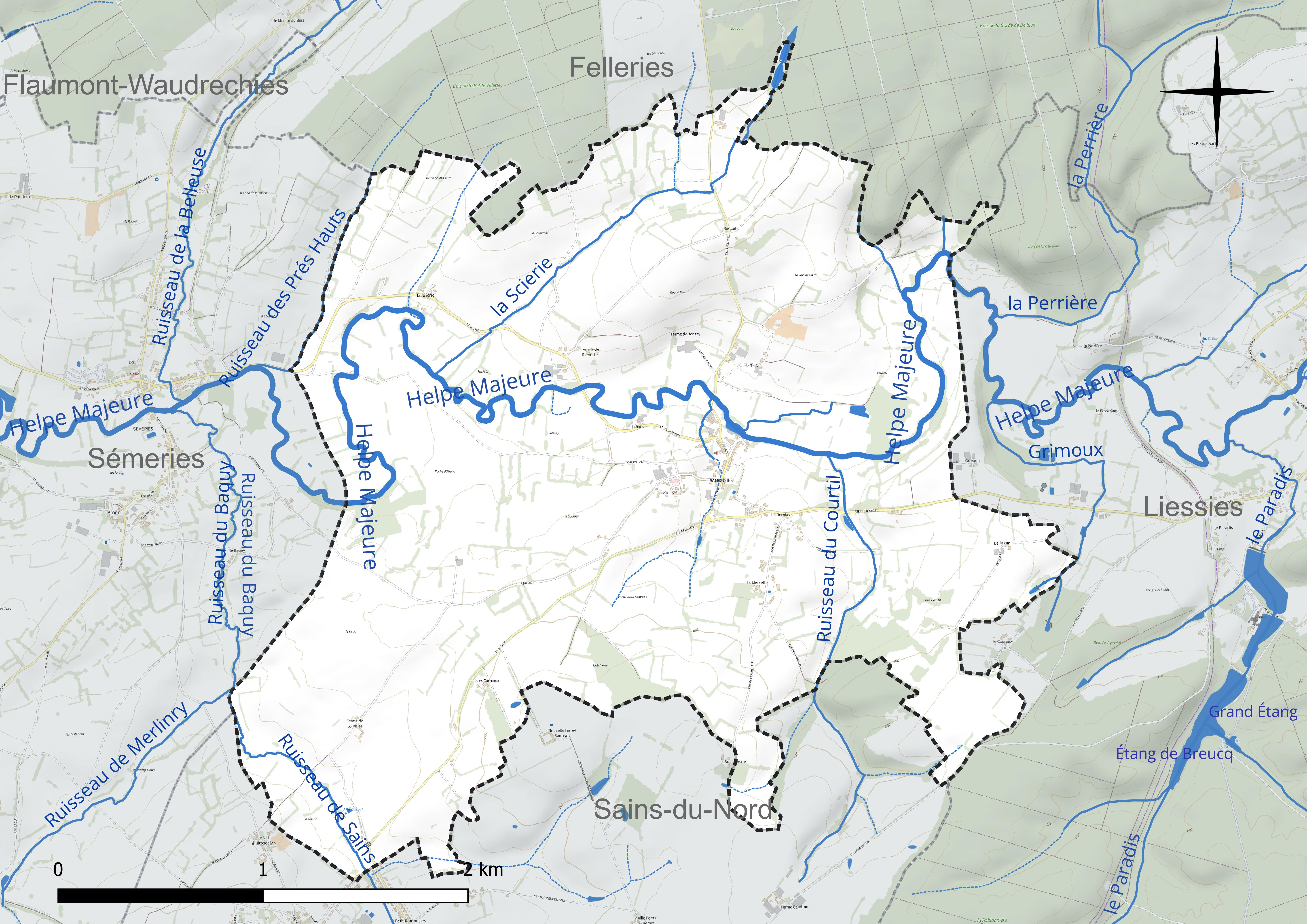
Réseau hydrographique de Ramousies.

#### Gestion et qualité des eaux
Le territoire communal est couvert par le schéma d'aménagement et de gestion des eaux (SAGE) « Sambre ». Ce document de planification concerne un territoire de 1 253 km2 de superficie, délimité par le bassin versant de la Sambre. Le périmètre a été arrêté le 1er novembre 2003 et le SAGE proprement dit a été approuvé le 21 septembre 2012, puis modifié le 18 août 2022. La structure porteuse de l'élaboration et de la mise en œuvre est le syndicat mixte du parc naturel régional de l'Avesnois. 
La qualité des cours d'eau peut être consultée sur un site dédié géré par les agences de l'eau et l'Agence française pour la biodiversité. 

### Climat
Pour des articles plus généraux, voir Climat des Hauts-de-France et Climat du Nord.
En 2010, le climat de la commune est de type climat des marges montargnardes, selon une étude du CNRS s'appuyant sur une série de données couvrant la période 1971-2000. En 2020, Météo-France publie une typologie des climats de la France métropolitaine dans laquelle la commune est exposée à un climat océanique altéré et est dans la région climatique  Nord-est du bassin Parisien, caractérisée par un ensoleillement médiocre, une pluviométrie moyenne régulièrement répartie au cours de l'année et un hiver froid (3 °C). 
Pour la période 1971-2000, la température annuelle moyenne est de 9,8 °C, avec une amplitude thermique annuelle de 14,9 °C. Le cumul annuel moyen de précipitations est de 863 mm, avec 12,9 jours de précipitations en janvier et 9,7 jours en juillet. Pour la période 1991-2020, la température moyenne annuelle observée sur la station météorologique la plus proche, située sur la commune de Saint-Hilaire-sur-Helpe à 10 km à vol d'oiseau, est de 10,5 °C et le cumul annuel moyen de précipitations est de 802,4 mm,. Pour l'avenir, les paramètres climatiques de la commune estimés pour 2050 selon différents scénarios d'émission de gaz à effet de serre sont consultables sur un site dédié publié par Météo-France en novembre 2022.

## Urbanisme

### Typologie
Au 1er janvier 2024, Ramousies est catégorisée commune rurale à habitat dispersé, selon la nouvelle grille communale de densité à sept niveaux définie par l'Insee en 2022.
Elle est située hors unité urbaine et hors attraction des villes,.

### Occupation des sols
L'occupation des sols de la commune, telle qu'elle ressort de la base de données européenne d'occupation biophysique des sols Corine Land Cover (CLC), est marquée par l'importance des territoires agricoles (94,6 % en 2018), une proportion identique à celle de 1990 (94,6 %). La répartition détaillée en 2018 est la suivante : 
prairies (68,2 %), terres arables (26,4 %), zones urbanisées (2,7 %), forêts (2,7 %). L'évolution de l'occupation des sols de la commune et de ses infrastructures peut être observée sur les différentes représentations cartographiques du territoire : la carte de Cassini (XVIIIe siècle), la carte d'état-major (1820-1866) et les cartes ou photos aériennes de l'IGN pour la période actuelle (1950 à aujourd'hui).

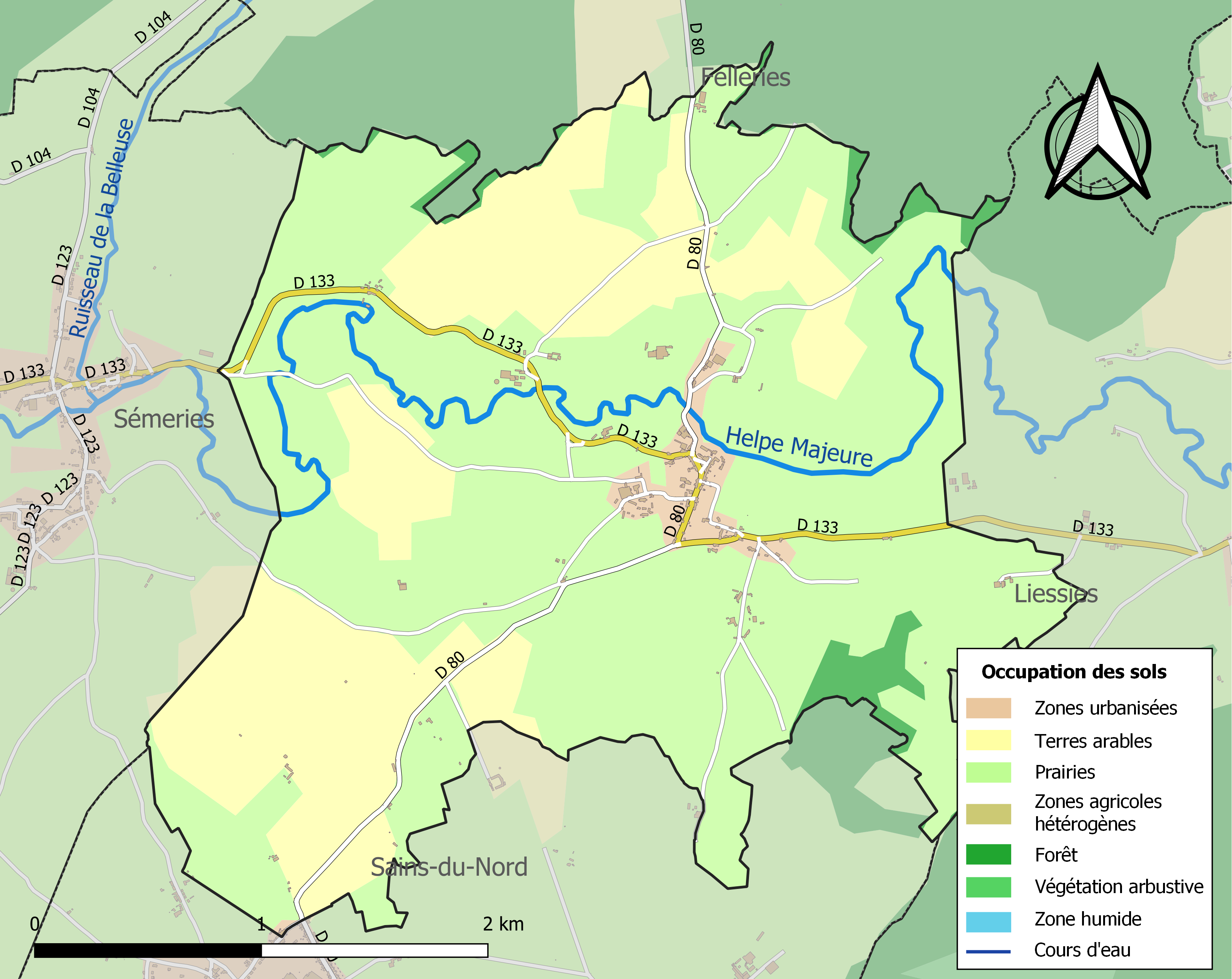
Carte des infrastructures et de l'occupation des sols de la commune en 2018 (CLC).

## Toponymie
- Noms anciens : 1110 : Ramolgies dans la chirog. de l'abbaye de Liessies ; 1114 : Ramulgies dans l'acte de Raoul, archevêque de Cambrai ; 1167 Ramousiis dans le cartulaire de l'abbaye de Liessies ; 1180 : Rammousies dans la bulle du pape Alexandre III[20] ; 1186 : Ramouzies dans la chronique de J. de Guise, XII, 339 ; 1193 : Ramolziœ dans la loi de commune, archives de Liessies ; 1272 : Ramosiis dans le cartulaire de l'Abbiette de Lille ; 1349 : Ramousies dans le  pouillé du diocèse de Cambrai ; 1648 : Ramonnerie dans un texte de Vinchant, ann. du Hainaut ; Ramesses, Ramosses dans des documents divers[21].
- Nom dont le suffixe en « ies » (très courant dans le Hainaut) signifie « propriété de ». D'après Maurits Gysseling, il s'agirait à l'origine de la propriété de Hraƀnawald, anthroponyme germanique[22].

## Histoire
Au Moyen Âge, Ramousies est un village comprenant un château situé probablement au lieu-dit de Rempsies ou de Rembrebies, un fort, ainsi qu'une importante église. Le château a été bâti par les princes de Croÿ pour la défense et la garde du pont sur l'Helpe Majeure contre la France. Le village est donné par le comte Bauduin à l'Abbaye de Liessies, voisine. En 1300, un moulin est également attesté sur les lieux, propriété des moines. L'église Saint-Sulpice est reconstruite en 1574, un clocher ajouté au XIXe siècle(et achevé en 1589). Le château est transformé en ferme (ferme de Rempsies) à la Révolution et a subi bien des modifications. De plan rectangulaire, il est constitué par un vaste corps de logis situé face aux écuries et aux étables, reliés d'un côté par la grange et de l'autre par une haute tour de section carrée. Celle-ci présente sur une vue des Albums de Croÿ datée de 1597, a été rehaussée en 1777 ; encore visible dans les années 1950, elle est ruinée aujourd'hui ;
Jusqu'à la fin du XVIIe siècle, le village faisait partie du comté de Hainaut (Pays-Bas espagnols ou « Belgique ») et devait faire face aux incursions renouvelées des troupes françaises ; l'église  conserve une pierre tombale qui rappelle ces temps troublés :  « YCY REPOVSE LE CORPS / DE JACQVES LOVIS / AAGEZ DE 60 ANS / 33 ANS CLERCQZ / DE RAMOSIE OCCIS / MISERABLEMENT / PAR L'ENNEMIS / FRANCOIS LA / VEILLE DE ST SIMON / ST JVDE DE LAN 1650 / PRIEZ DIEV POVR SON AME » ;
Ramousies est intégré au royaume de France à la suite de la signature du traité des Pyrénées, le 7 novembre 1659 et avant la Révolution française, la Haie d'Avesnes était encore d'un seul tenant au nord de la commune, et elle descendait beaucoup plus près du bourg. Elle a depuis été totalement détruite (défrichements) au nord de la commune et fortement réduite dans sa largeur. Elle a, au nord de la commune, été réduite en deux bois séparés par : le « bois de la petite Vilette »  à l'ouest et le « bois de la garde de Belleux » à l'est, qui ont été cloisonnés de chemins d'exploitation forestière. La zone vide séparant ces deux bois, à l'ouest de la route départementale 80 est encore nommée « Les défrichés » sur la carte IGN.
À la suite de la subdivision des départements français en districts, à partir de 1790, Ramousies se trouve dans le canton d'Avesnes, lequel appartient au district d'Avesnes jusqu'en 1795, date à laquelle les districts sont supprimés par la constitution du 5 fructidor An III (22 août 1795). Ils seront remplacés par les arrondissements créés par la loi du 28 pluviôse an VIII (17 février 1800)
À la suite de la loi du 28 pluviôse an VIII (17 février 1800) qui crée les arrondissements pour remplacer les districts, Ramousies fait partie de l'arrondissement d'Avesnes-sur-Helpe créé au regard de l'arrêté en date du 17 ventôse an VIII. 
Extrait du livre Annuaire statistique du département du Nord - 1838 : « Le château de Ramousies, dont la tradition a conservé le souvenir et dont il n'existe plus de traces, a été détruit dans le cours du XVIIIe siècle. On ignore par qui et à quelle époque il avait été élevé. Ramousies a 629 habitants, y compris 80 indigens et 16 mendians. La superficie de son territoire est de 941 hectares ainsi divisés : 466 en terres labourables, 340 en prés, 3 en vergers, 22 en bois, 47 en landes et marais, 3 en contenance des propriétés bâties, 48 en routes, chemins, et 12 en rivières et ruisseaux. Sa culture ordinaire est l'épeautre, le seigle, l'avoine et les pommes de terre. Sa culture principale est l'épeautre ; ses prairies produisent beaucoup de foins. On trouve à Ramousies une scierie de marbre qui occupe de 20 à 25 ouvriers, 1 moulin à blé, 2 fabriques de bas et une brasserie. »

## Église Saint-Sulpice
L'église actuelle date de 1574 et fut achevée en 1589 Elle n'est pas classée à l'inventaire des monuments historiques, en raison de son clocher du XIXe siècle. La première pierre a été posée en 1574 par l'abbé de Liessies Don de Quirin. Elle contient plusieurs trésors : deux retables en pierre ainsi que les plaques funèbres de Jacques Herbeck et Hiltrud Damanet.
Les cloches :
- Cloche 1 : Poids : environ 415 kg ; année : 1924 ; note : Sol# 3, mode de sonneries ; lancé franc
- Cloche 2 : Poids : environ 400 kg ; année : 1924 ; note : La 3 haut mode de sonneries ; lancé franc

Les travaux de réfection :
Les travaux étaient devenus indispensables car des pans entiers de voûte et plafond pouvaient tomber. La toiture n'était pas étanche et la chaudière ne fonctionnait plus.

## Politique et administration

### Tendances politiques et résultats
Le premier tour des élections municipales se déroule le 15 mars 2020. Le confinement lié à la pandémie de Covid-19 retarde de deux mois l'élection des maires par les nouveaux conseils municipaux. Brice Amand devient maire le 26 mai, il remplace Rufin de Groote.

### Liste des maires
Maire de 1802 à 1807 : Isidore Gravez,.
Maire en 1939 : Naveau (Charles Naveau?).
| Période                                  | Période   | Identité         | Étiquette | Qualité |
| ---------------------------------------- | --------- | ---------------- | --------- | --- |
| Les données manquantes sont à compléter. |           |                  |           | |
| 1945                                     | 1951      | Charles Naveau   | SFIO      | Agriculteur Sénateur du Nord (1948 → 1958) Conseiller général d'Avesnes-sur-Helpe-Sud (1945 → 1949) Maire de Sains-du-Nord (1951 → 1981) |
| Les données manquantes sont à compléter. |           |                  |           | |
| mars 1983                                | mars 2001 | Jules Cartignies |           | Exploitant agricole retraité |
| mars 2001                                | mars 2008 | Guy Carpentier   |           | Exploitant agricole |
| mars 2008                                | En cours  | Rufin de Groote  |           | Exploitant agricole retraité |

## Population et société

### Démographie

#### Évolution démographique
L'évolution du nombre d'habitants est connue à travers les recensements de la population effectués dans la commune depuis 1793. Pour les communes de moins de 10 000 habitants, une enquête de recensement portant sur toute la population est réalisée tous les cinq ans, les populations de référence des années intermédiaires étant quant à elles estimées par interpolation ou extrapolation. Pour la commune, le premier recensement exhaustif entrant dans le cadre du nouveau dispositif a été réalisé en 2008.

En 2022, la commune comptait 224 habitants, en évolution de −2,18 % par rapport à 2016 (Nord : +0,51 %, France hors Mayotte : +2,11 %).
| 1793 | 1800 | 1806 | 1821 | 1831 | 1836 | 1841 | 1846 | 1851 |
| ---- | ---- | ---- | ---- | ---- | ---- | ---- | ---- | ---- |
| 382  | 414  | 437  | 503  | 564  | 629  | 619  | 647  | 604  |

| 1856 | 1861 | 1866 | 1872 | 1876 | 1881 | 1886 | 1891 | 1896 |
| ---- | ---- | ---- | ---- | ---- | ---- | ---- | ---- | ---- |
| 515  | 511  | 516  | 527  | 565  | 585  | 573  | 579  | 549  |

| 1901 | 1906 | 1911 | 1921 | 1926 | 1931 | 1936 | 1946 | 1954 |
| ---- | ---- | ---- | ---- | ---- | ---- | ---- | ---- | ---- |
| 526  | 511  | 504  | 413  | 516  | 516  | 443  | 442  | 312  |

| 1962 | 1968 | 1975 | 1982 | 1990 | 1999 | 2006 | 2008 | 2013 |
| ---- | ---- | ---- | ---- | ---- | ---- | ---- | ---- | ---- |
| 335  | 358  | 324  | 280  | 247  | 245  | 240  | 238  | 234  |

| 2018 | 2022 | - | - | - | - | - | - | - |
| ---- | ---- | - | - | - | - | - | - | - |
| 228  | 224  | - | - | - | - | - | - | - |

#### Pyramide des âges
La population de la commune est relativement jeune.
En 2018, le taux de personnes d'un âge inférieur à 30 ans s'élève à 33,3 %, soit en dessous de la moyenne départementale (39,5 %). À l'inverse, le taux de personnes d'âge supérieur à 60 ans est de 21,0 % la même année, alors qu'il est de 22,5 % au niveau départemental.
En 2018, la commune comptait 116 hommes pour 112 femmes, soit un taux de 50,88 % d'hommes, largement supérieur au taux départemental (48,23 %).
Les pyramides des âges de la commune et du département s'établissent comme suit.
| Hommes | Classe d’âge | Femmes |
| ------ | ------------ | ------ |
| 0,9    | 90 ou +      | 0,9    |
| 6,0    | 75-89 ans    | 8,9    |
| 12,1   | 60-74 ans    | 13,4   |
| 22,4   | 45-59 ans    | 25,0   |
| 22,4   | 30-44 ans    | 21,4   |
| 18,1   | 15-29 ans    | 11,6   |
| 18,1   | 0-14 ans     | 18,8   |

| Hommes | Classe d’âge | Femmes |
| ------ | ------------ | ------ |
| 0,5    | 90 ou +      | 1,4    |
| 5,3    | 75-89 ans    | 8,1    |
| 14,8   | 60-74 ans    | 16,2   |
| 19,1   | 45-59 ans    | 18,4   |
| 19,5   | 30-44 ans    | 18,7   |
| 20,7   | 15-29 ans    | 19,1   |
| 20,2   | 0-14 ans     | 18     |

## Activités économiques
L'activité principale est agricole, plus précisément spécialisée dans la production laitière.
Plusieurs exploitations agricoles sont présentes sur Ramousies. La plupart sont spécialisées dans la production laitière et fournissent des laiteries de l'Avesnois et de la Thiérache (fabrication notamment du Maroilles, Boulette d'Avesnes, etc.). Dans les années 1980, le nombre de fermes était plus important. Mais les quotas laitiers, le prix du lait pas assez revalorisé auprès des producteurs, les obligations en matière de mises aux normes des exploitations, ont conduit à l'arrêt progressif des petites exploitations qui ne pouvaient plus dégager de revenus suffisants.
Ramousies, à l'instar des communes voisines, se trouve dans le sud Avesnois où une grande partie des terres cultivables sont en état de prairie. Le sol argileux ralentit la filtration de l'eau dans le sous sol et permet un pousse facilitée de l'herbe. L'herbage y est donc depuis longtemps très développé, d'où l'appellation « des herbagers » pour qualifier les exploitants agricoles locaux, appellation usitée par le passé.

## Lieux et monuments
- L'Église Saint-Sulpice de 1574-1589, avec le vaisseau et le chœur datant du XIe siècle. Dans le portail de l'église, les pierres tombales d'Hiltrud DAMANET et de Jacques Herbecq. Ramousies fait partie de la Paroisse Sainte-Claire en Avesnois (Diocèse de Cambrai)[33].
- Le monument aux morts.
- L'ancien moulin à eau. Le village se trouve sur la route touristique des moulins à eau de l'Avesnois.
- Le calvaire de 1851 et plusieurs chapelles-oratoires.

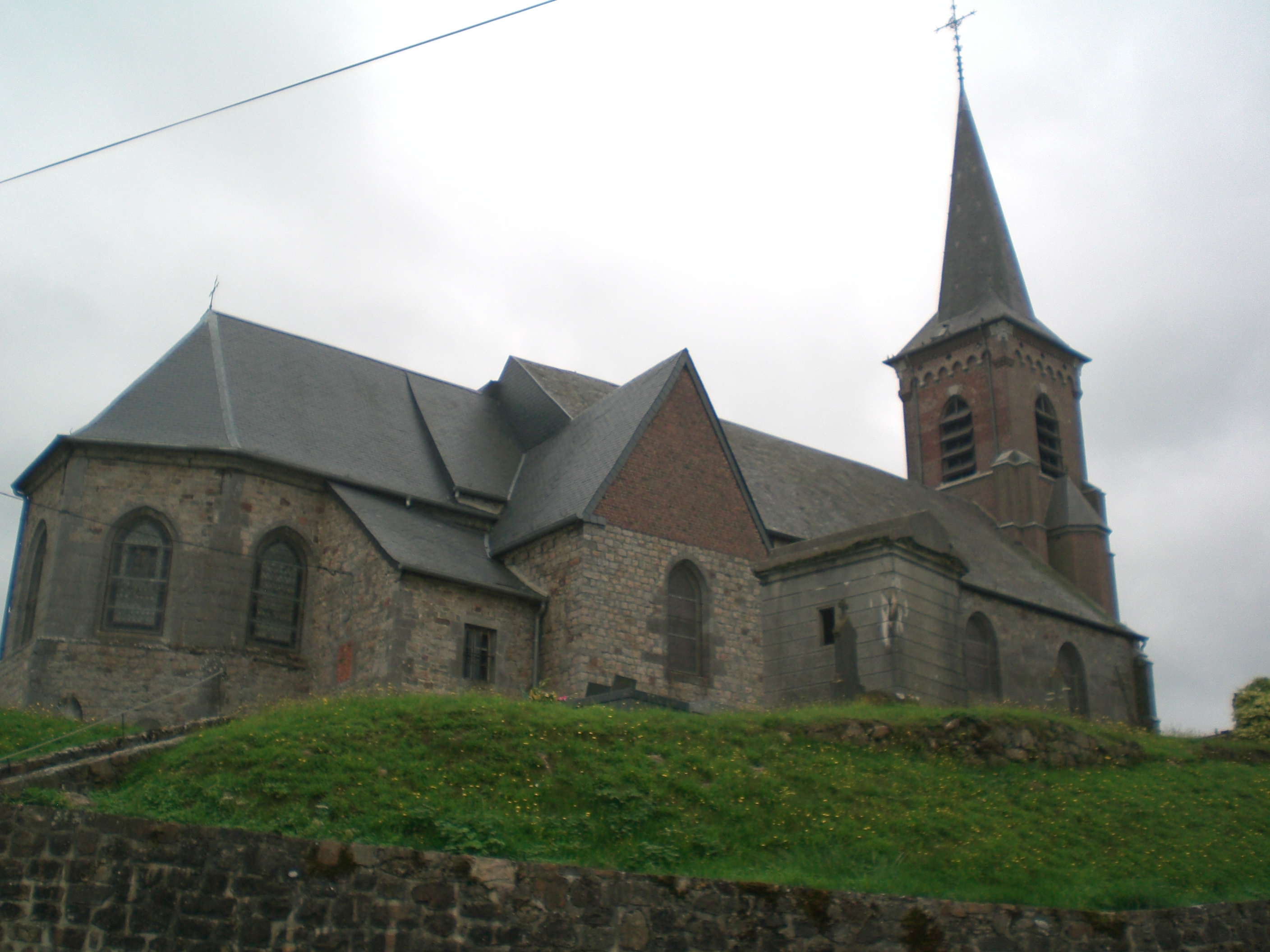
Église Saint-Sulpice.
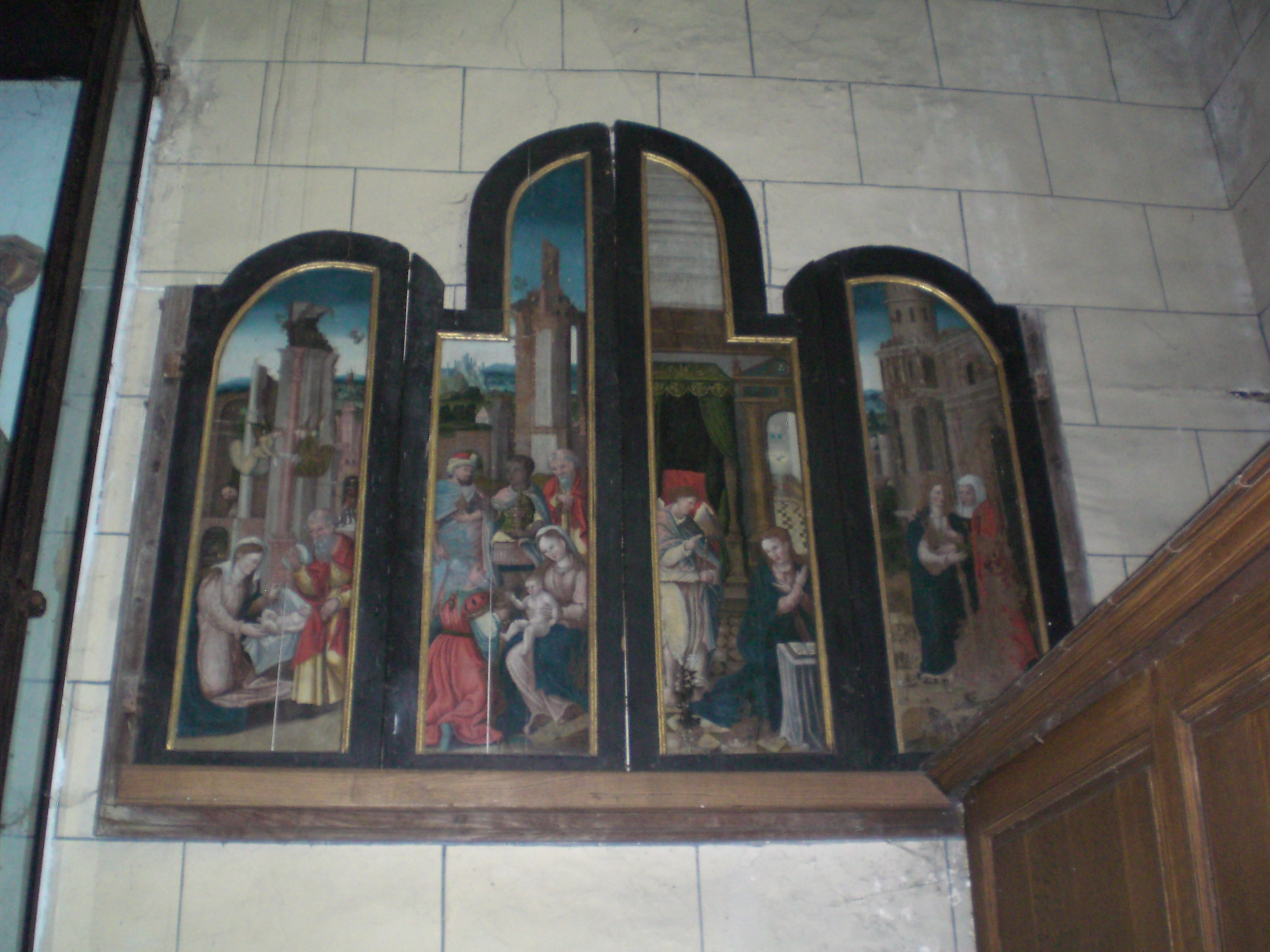
Retable de Saint Sulpice
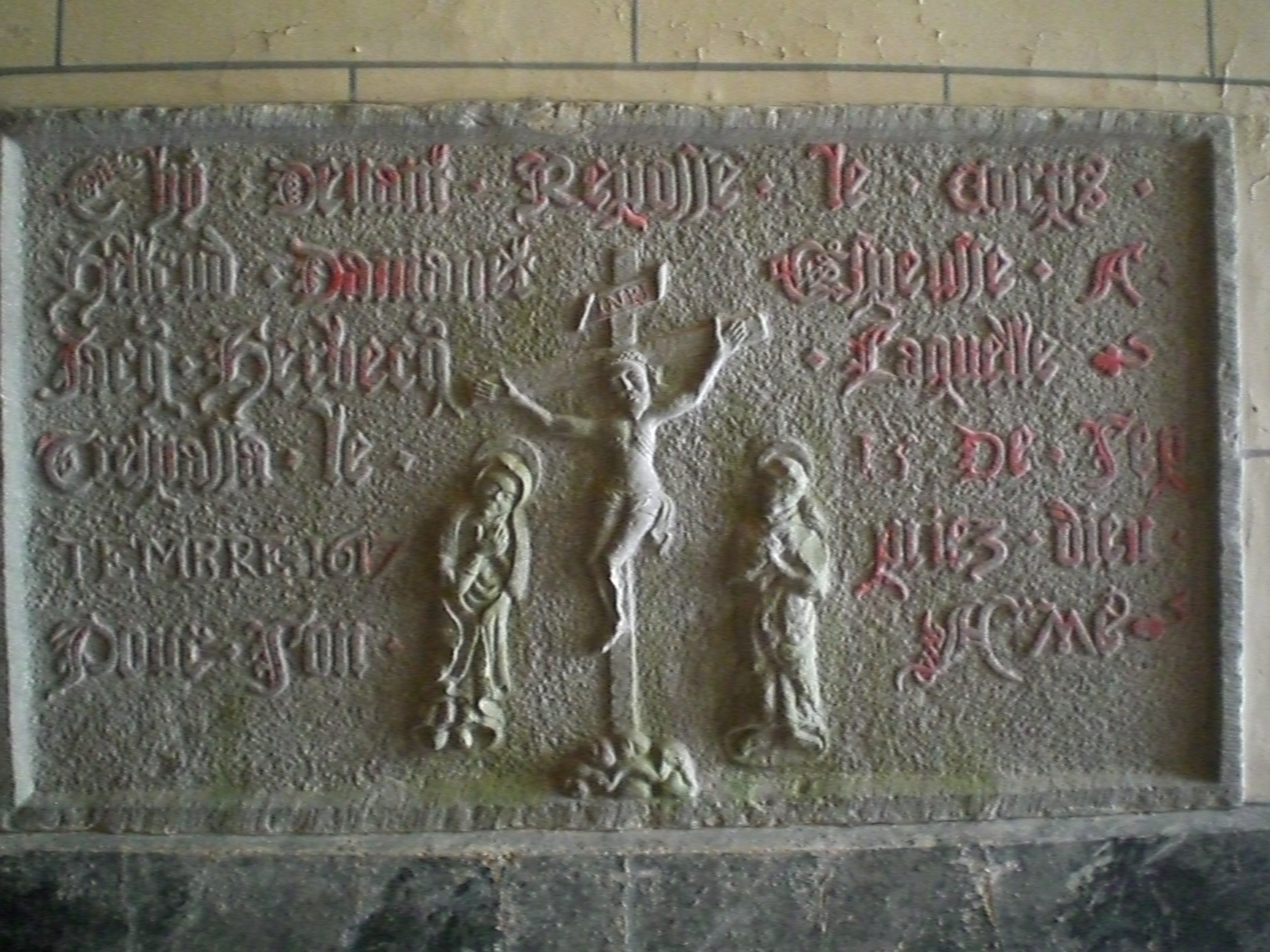
Pierre tombale d'Hiltrud Herbecq
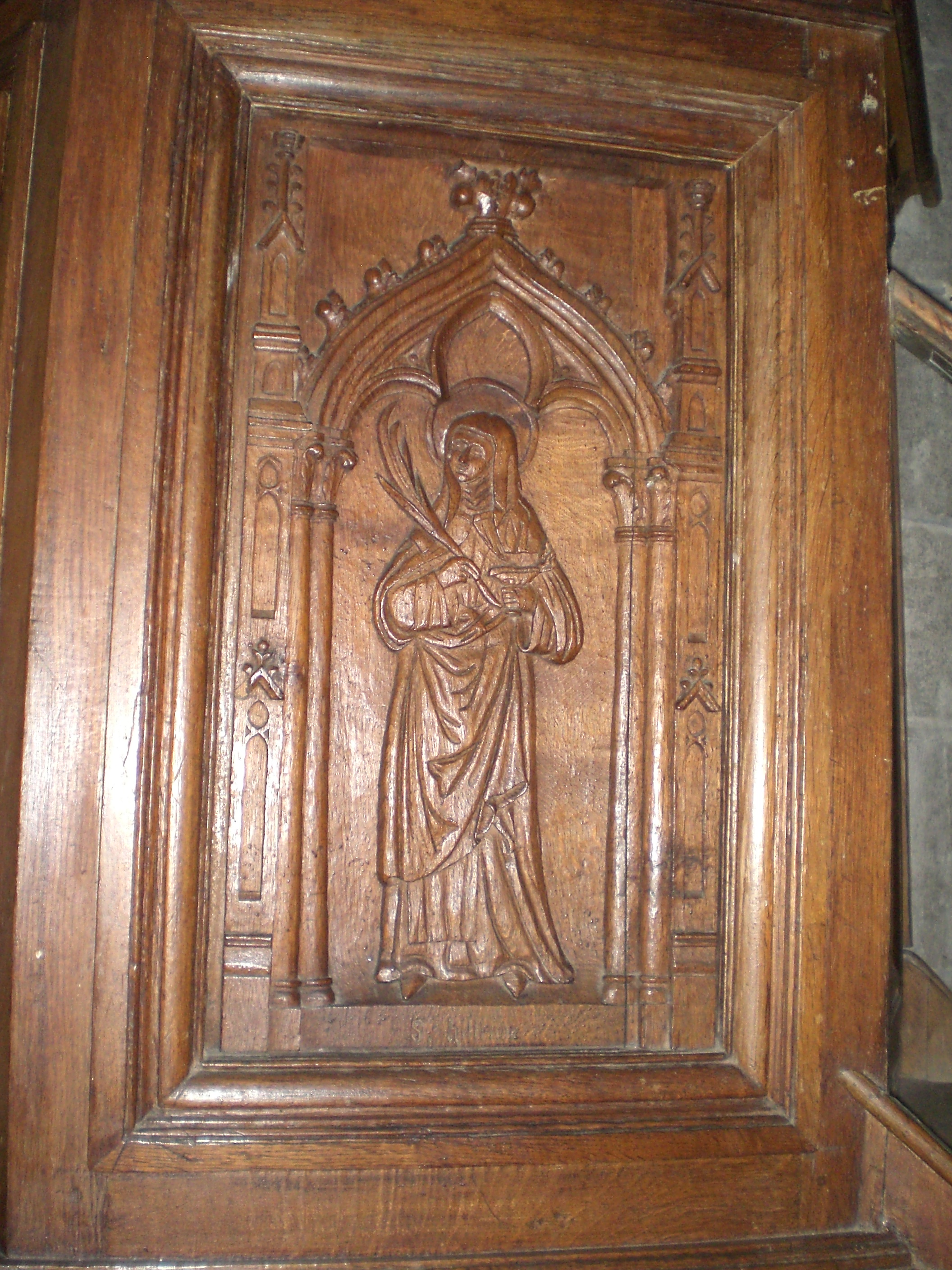
Sainte Hiltrude
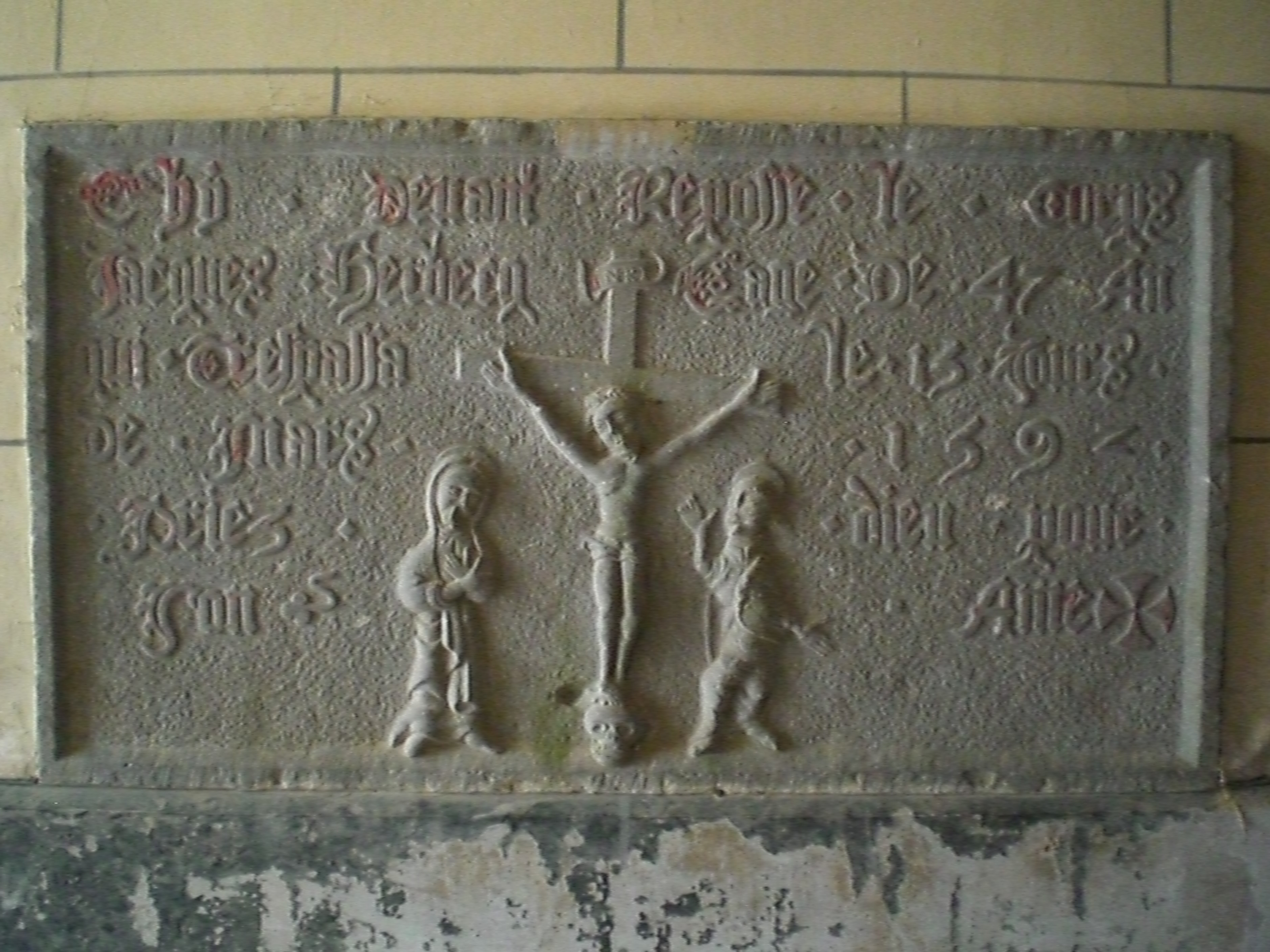
Pierre tombale de Jacques Herbecq
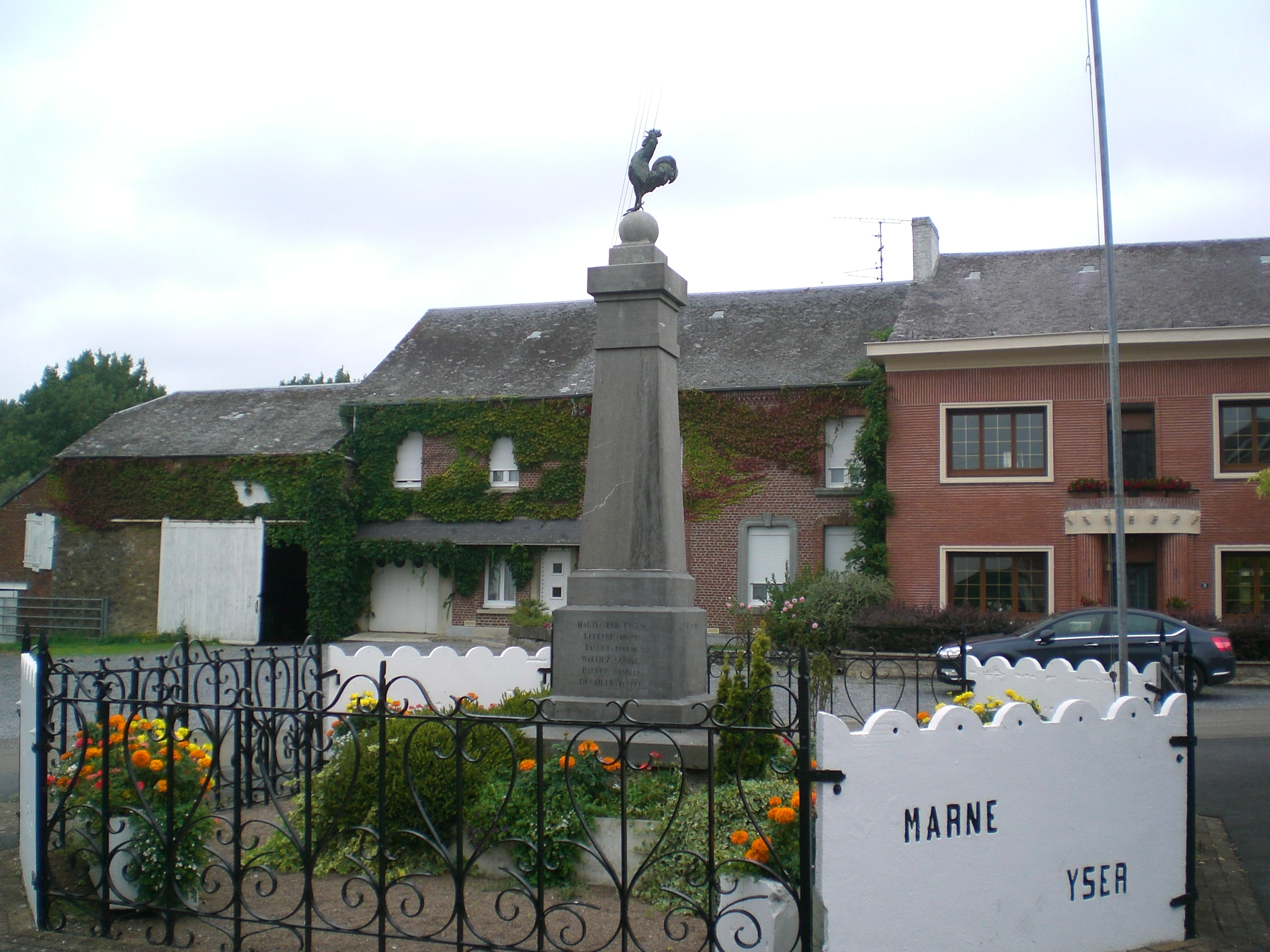
Le monument aux Morts
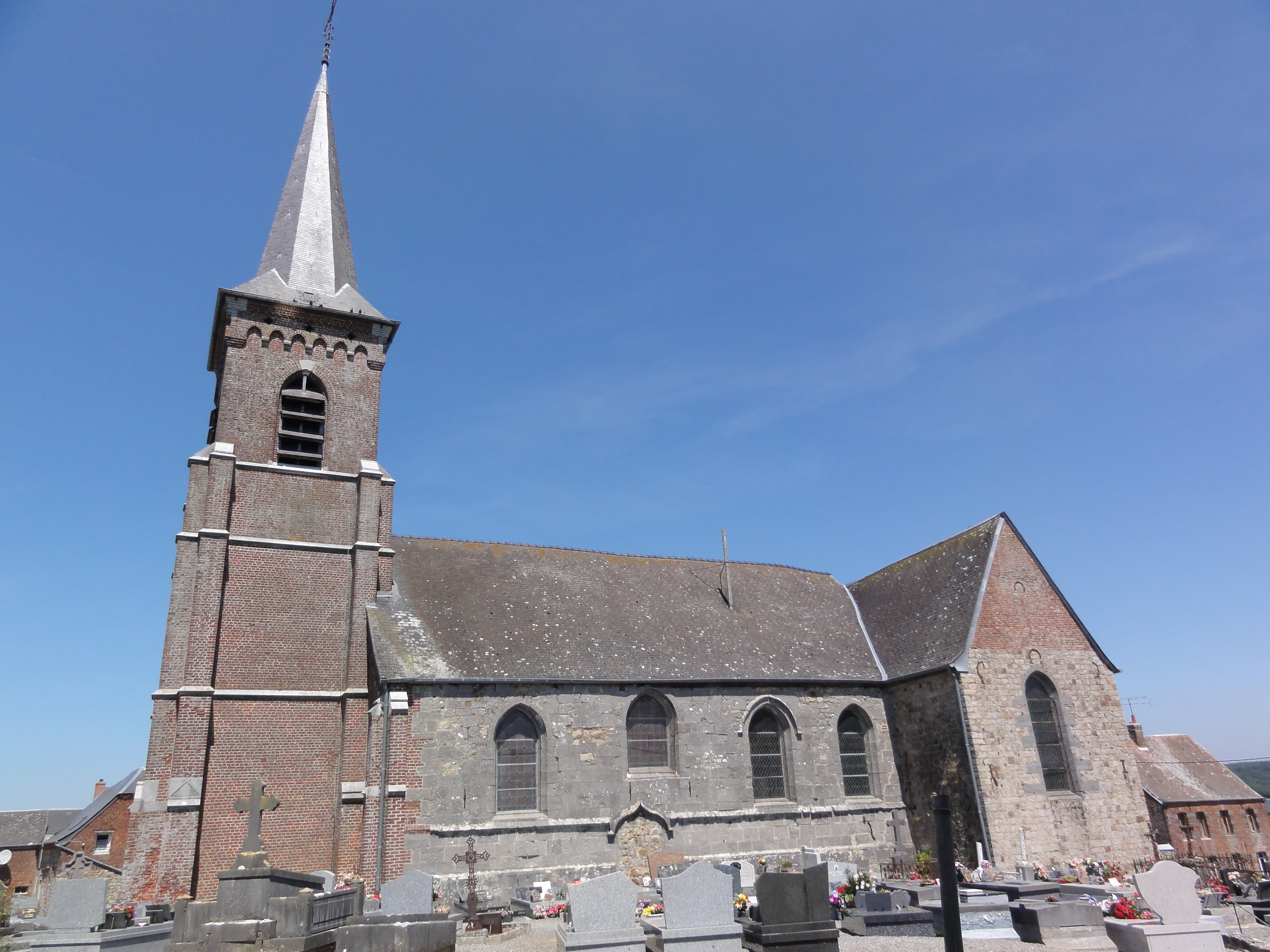
Église St Sulpice de Ramousies vue côté Sud
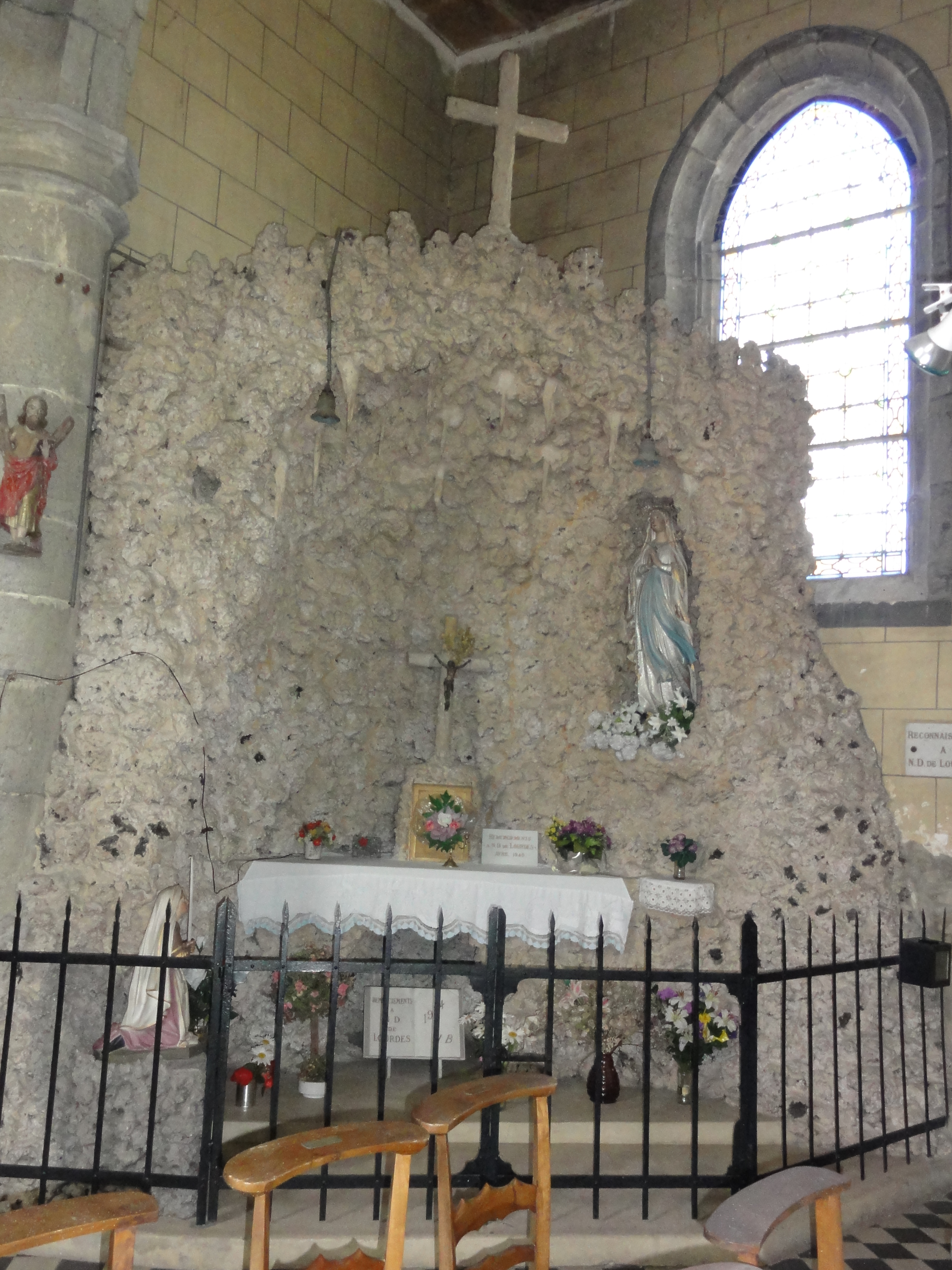
Ancienne grotte de Lourdes (démolie en 2015)

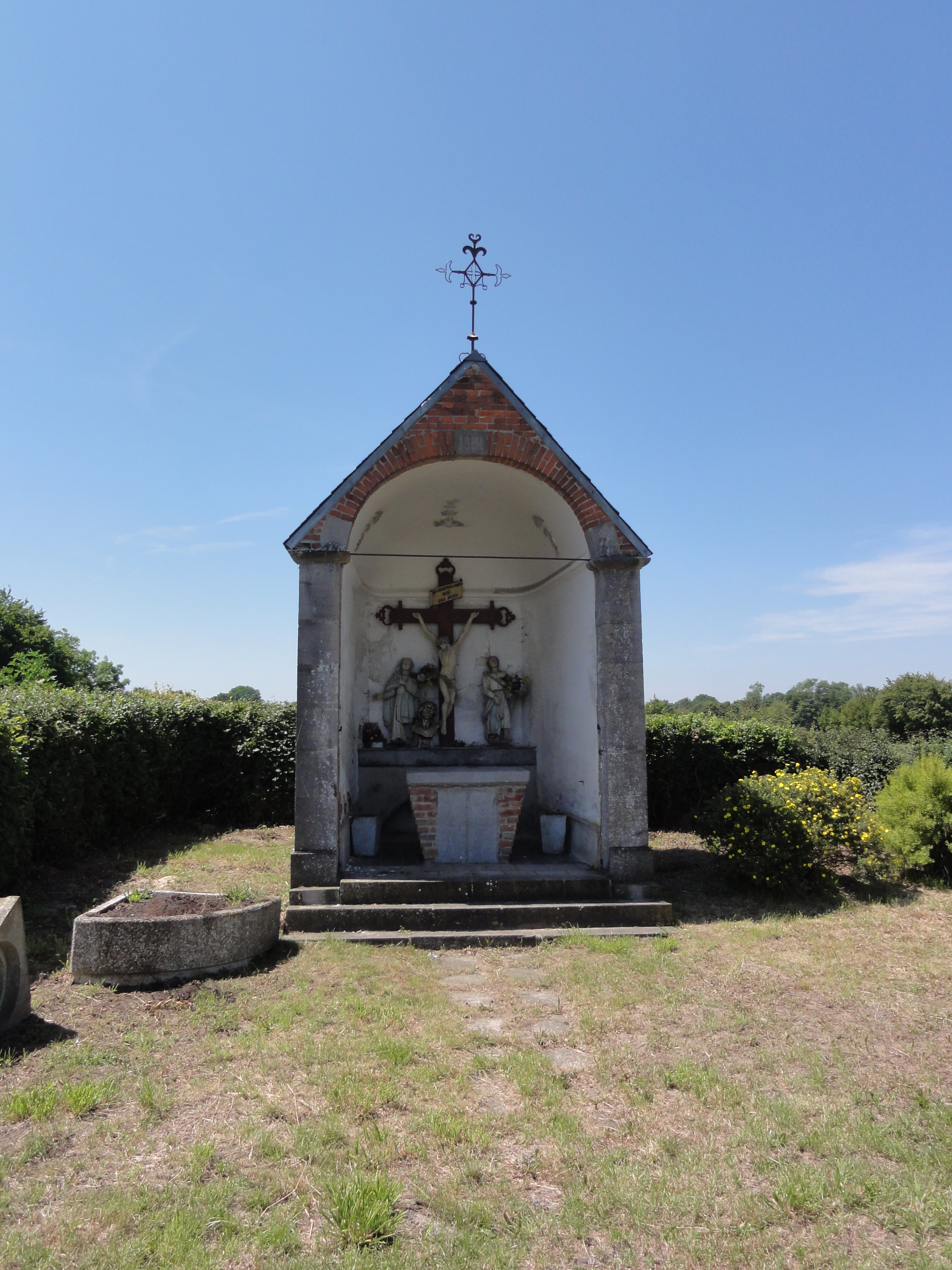
Le calvaire de 1851, extérieur
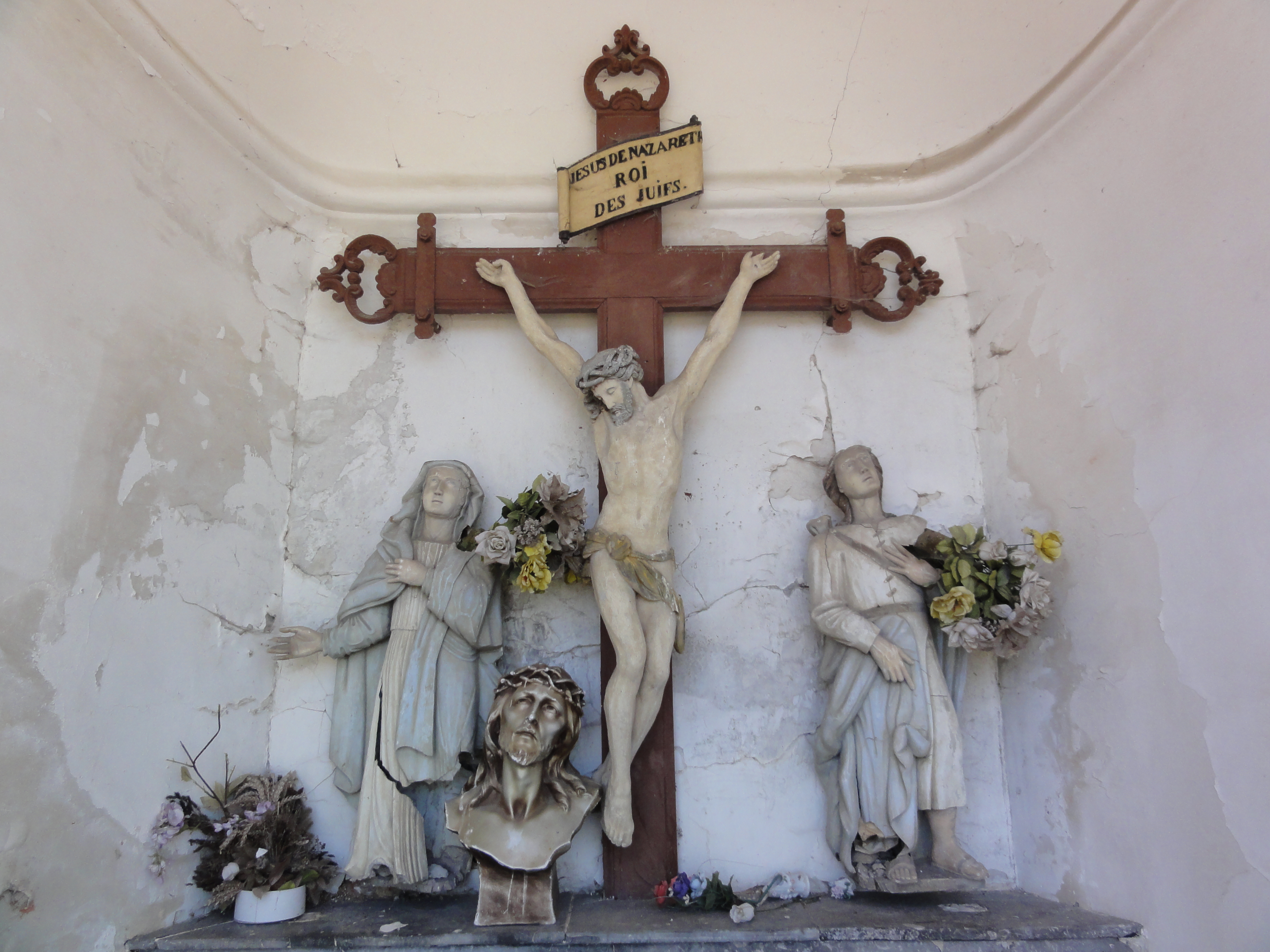
Intérieur du calvaire
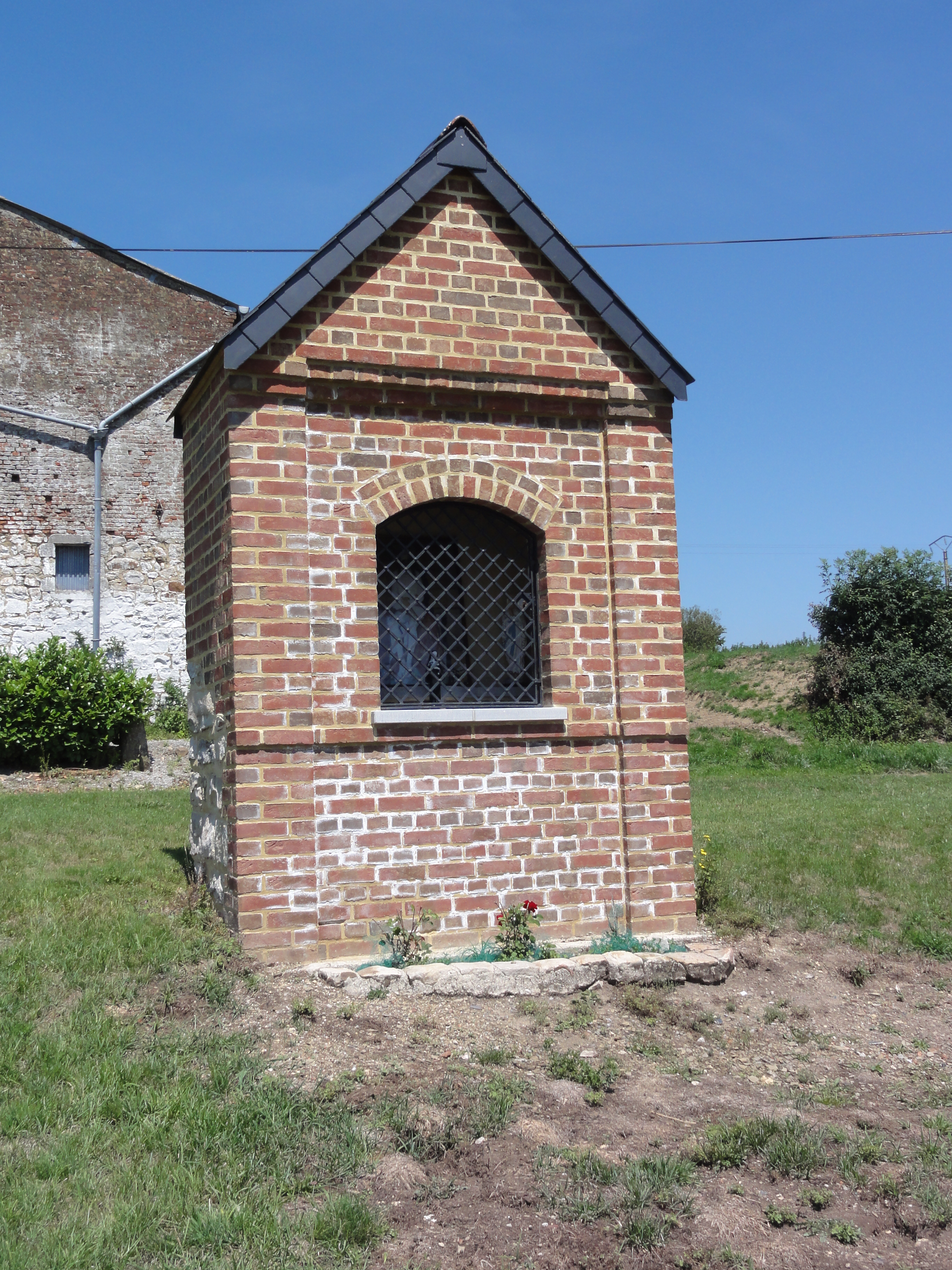
Chapelle sur la D133
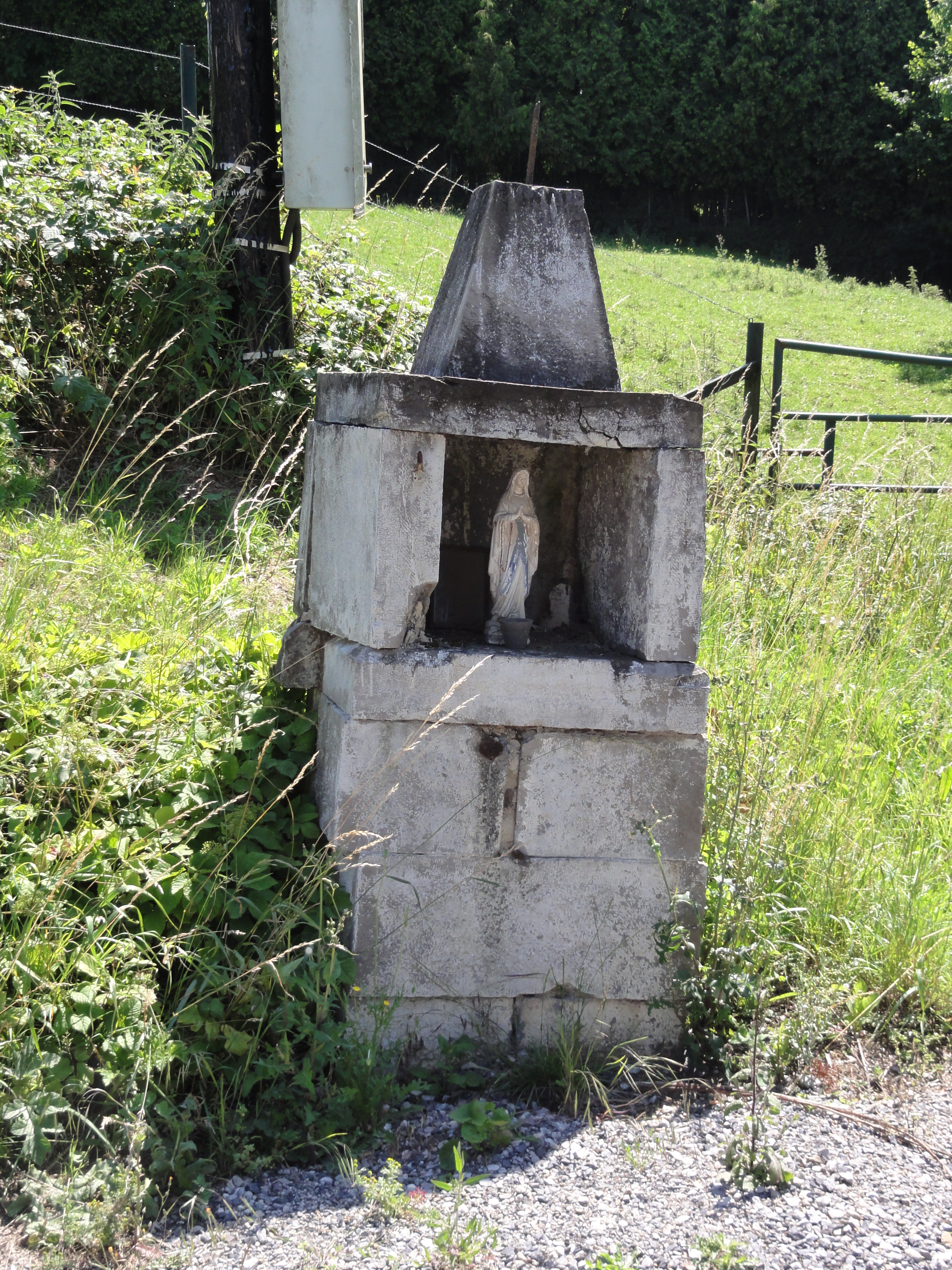
Chapelle Marie au croisement D80, D133
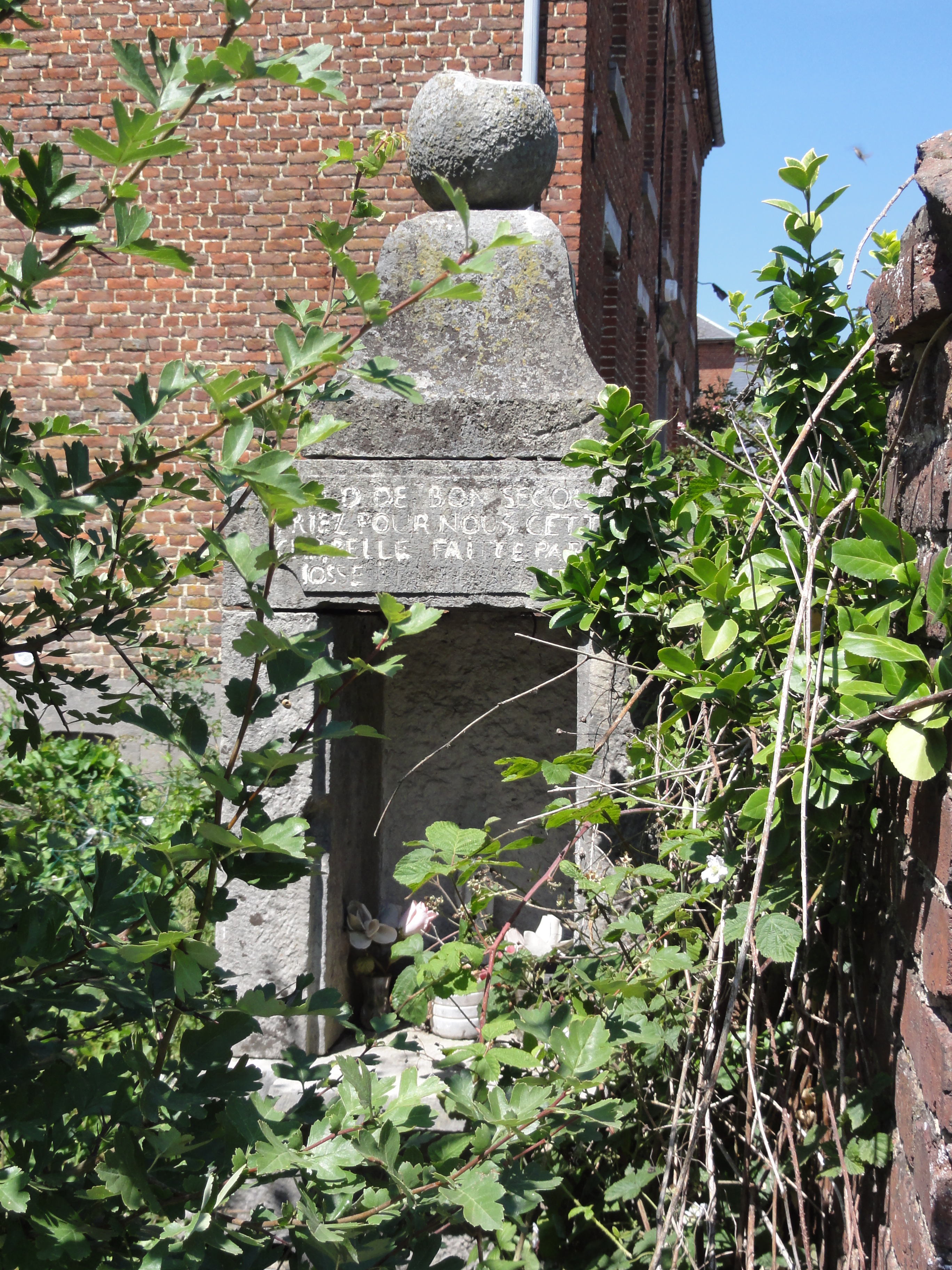
Chapelle N.D. de Bon Secours
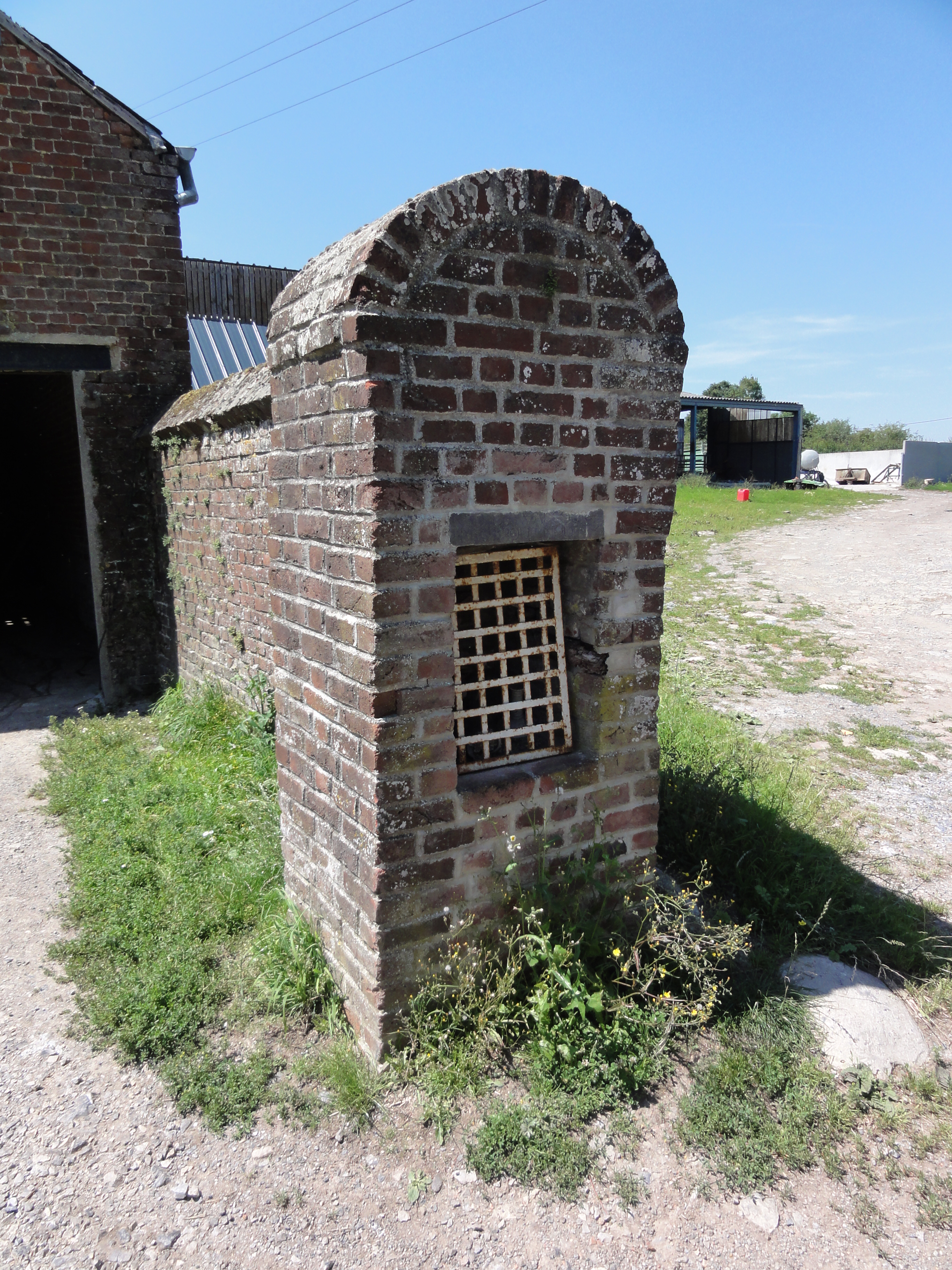
Chapelle N.D. de Walcourt
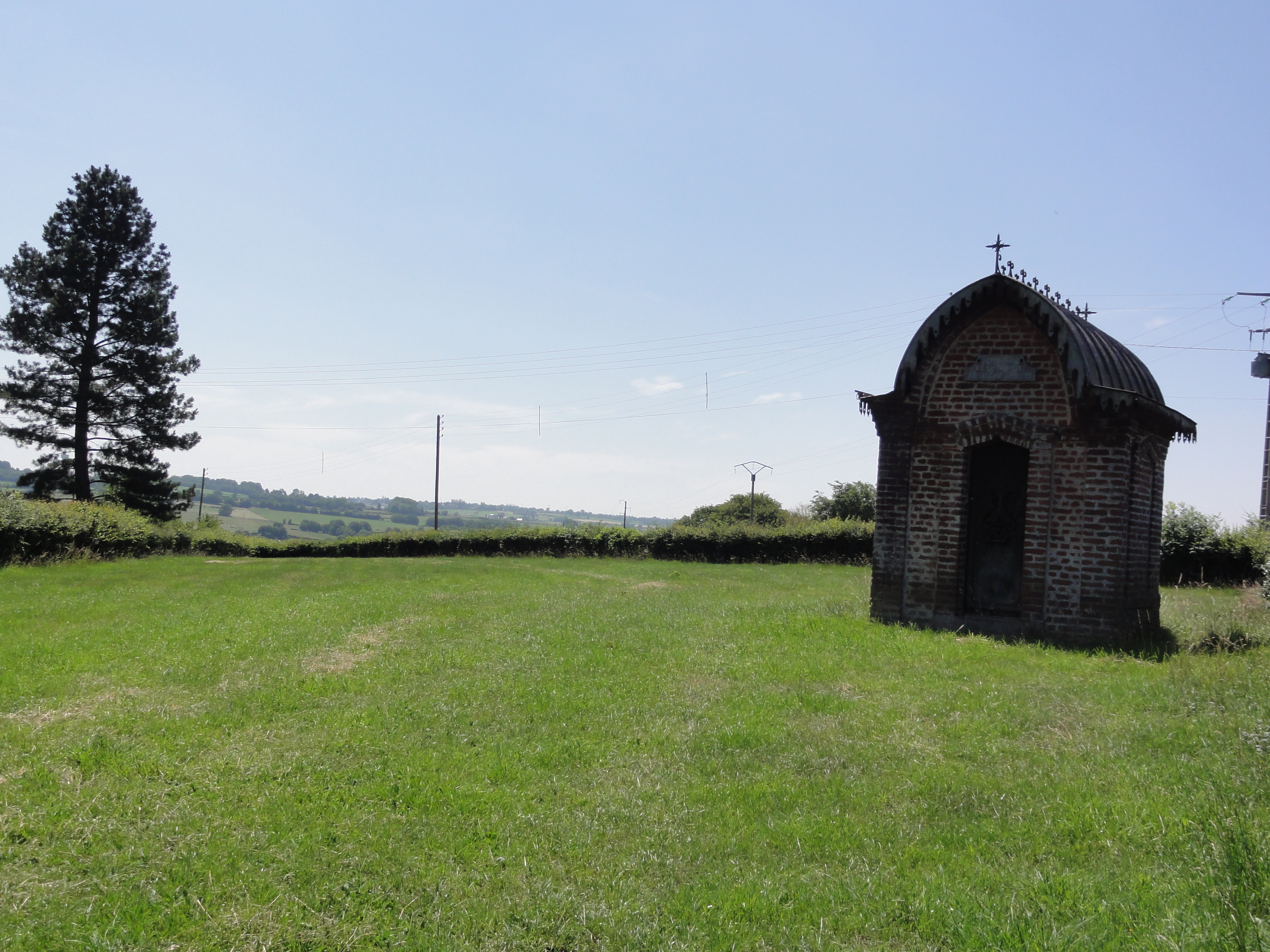
Chapelle au lieu-dit Le Boquet

## Pour approfondir